# ژوزف ویلیامسون
ژوزف ویلیامسون (انگلیسی: Joseph Williamson (politician)؛ ژوئیه ۲۵th ۱۶۳۳ – ۳ اکتبر ۱۷۰۱) یک سیاست‌مدار بریتانیای بود که بین سال‌های ۱۶۷۷ تا ۱۷۸۰ ریاست انجمن سلطنتی بریتانیا را بر عهده داشت.